# Šipikovo
Šipikovo (izvirno srbsko Шипиково) je naselje v Srbiji, ki upravno spada pod Mesto Zaječar; slednja pa je del Zaječarskega upravnega okraja.

## Demografija
V naselju živi 447 polnoletnih prebivalcev, pri čemer je njihova povprečna starost 52,1 let (51,2 pri moških in 52,9 pri ženskah). Naselje ima 188 gospodinjstev, pri čemer je povprečno število članov na gospodinjstvo 2,72.
To naselje je v glavnem vlaško (glede na popis iz leta 2002), a v času zadnjih treh popisov je opazno zmanjšanje števila prebivalcev.
|  |

| Demografija | Demografija     | Demografija     |
| Leto        | Št. prebivalcev | Št. prebivalcev |
| ----------- | --------------- | --------------- |
|             |                 |                 |
|             |                 |                 |
|             |                 |                 |
|             |                 |                 |
| 1948        | 1129            |                 |
| 1953        | 1128            |                 |
| 1961        | 1038            |                 |
| 1971        | 966             |                 |
| 1981        | 898             |                 |
| 1991        | 672             | 579             |
| 2002        | 650             | 511             |
|             |                 |                 |

| Etnična sestava po popisu iz leta 2002 | Etnična sestava po popisu iz leta 2002 | Etnična sestava po popisu iz leta 2002 | Etnična sestava po popisu iz leta 2002 | Etnična sestava po popisu iz leta 2002 |
| -------------------------------------- | -------------------------------------- | -------------------------------------- | -------------------------------------- | -------------------------------------- |
| Vlahi                                  | Vlahi                                  |                                        | 335                                    | 65,55%                                 |
| Srbi                                   | Srbi                                   |                                        | 155                                    | 30,33%                                 |
| Romuni                                 | Romuni                                 |                                        | 4                                      | 0,78%                                  |
| Muslimani                              | Muslimani                              |                                        | 1                                      | 0,19%                                  |
| Bolgari                                | Bolgari                                |                                        | 1                                      | 0,19%                                  |
| Neznano                                | Neznano                                |                                        | 14                                     | 2,73%                                  |